# Maria-Carme Calderer
Maria-Carme Calderer (Berga, Berguedà, 10 de gener de 1951) és una matemàtica, investigadora i professora universitària catalana.
Llicenciada en ciències físiques a la Universitat de Barcelona i doctorada a la Universitat Heriot-Watt d'Escòcia, des d'aleshores, ha fet la carrera científica fora de Catalunya, amb l'excepció d'una estada sabàtica de sis mesos al Centre de Recerca Matemàtica (2011), ha estat professora ajudant i visitant a la Universitat de Maryland, la Universitat Estatal d'Oregon, la Universitat de Delaware i la Universitat George Mason; i també professora de matemàtiques a la Universitat Estatal de Pennsilvània, i darrerament, a la Universitat de Minnesota.
Calderer és autora de més de més d'una seixantena d'articles de recerca en algunes de les millors revistes de la seva àrea d'expertesa. Ha estat directora del Center for Industrial Mathematics de la Universitat de Minnesota (2008-2010). És membre de Society for Industrial and Applied Mathematics (SIAM), on ha format part de diversos comitès editorials i en la direcció de grups d'activitats, i fellow de l'American Mathematical Society. Des del 2017 és membre del Board of Trustees del Barcelona Institute of Science and Technology (BIST).

## Premis i honors
L'any 2000, Calderer va rebre el Premi Teresa Cohen Service per part de la Penn State University. L'any 2012, va ser nomenada Fellow de la American Mathematical Society.
És membre de la Secció de Ciències i Tecnologia de l'Institut d'Estudis Catalans des del 2018. L'any 2022, Calderer va ser nomenada Fellow de la Association for Women in Mathematics "per ser un model a seguir tant nacional com internacionalment gràcies a les seves excepcionals contribucions a la recerca en les matemàtiques dels materials; per la seva llarga trajectòria fent de mentora, dirigint, i supervisant dones que treballen en matemàtica aplicada; i pel seu lideratge dins de la comunitat matemàtica organitzant conferències, tallers, i anys temàtics".

## Publicacions principals
- Bauman, Patricia; Calderer, M. Carme; Liu, Chun; Phillips, Daniel The phase transition between chiral nematic and smectic A∗ liquid crystals. Arch. Ration. Mech. Anal. 165 (2002), no. 2, 161–186.
- Calderer, M. Carme; Liu, Chun Liquid crystal flow: dynamic and static configurations. SIAM J. Appl. Math. 60 (2000), no. 6, 1925–1949.